# القراصة (مطبخ)

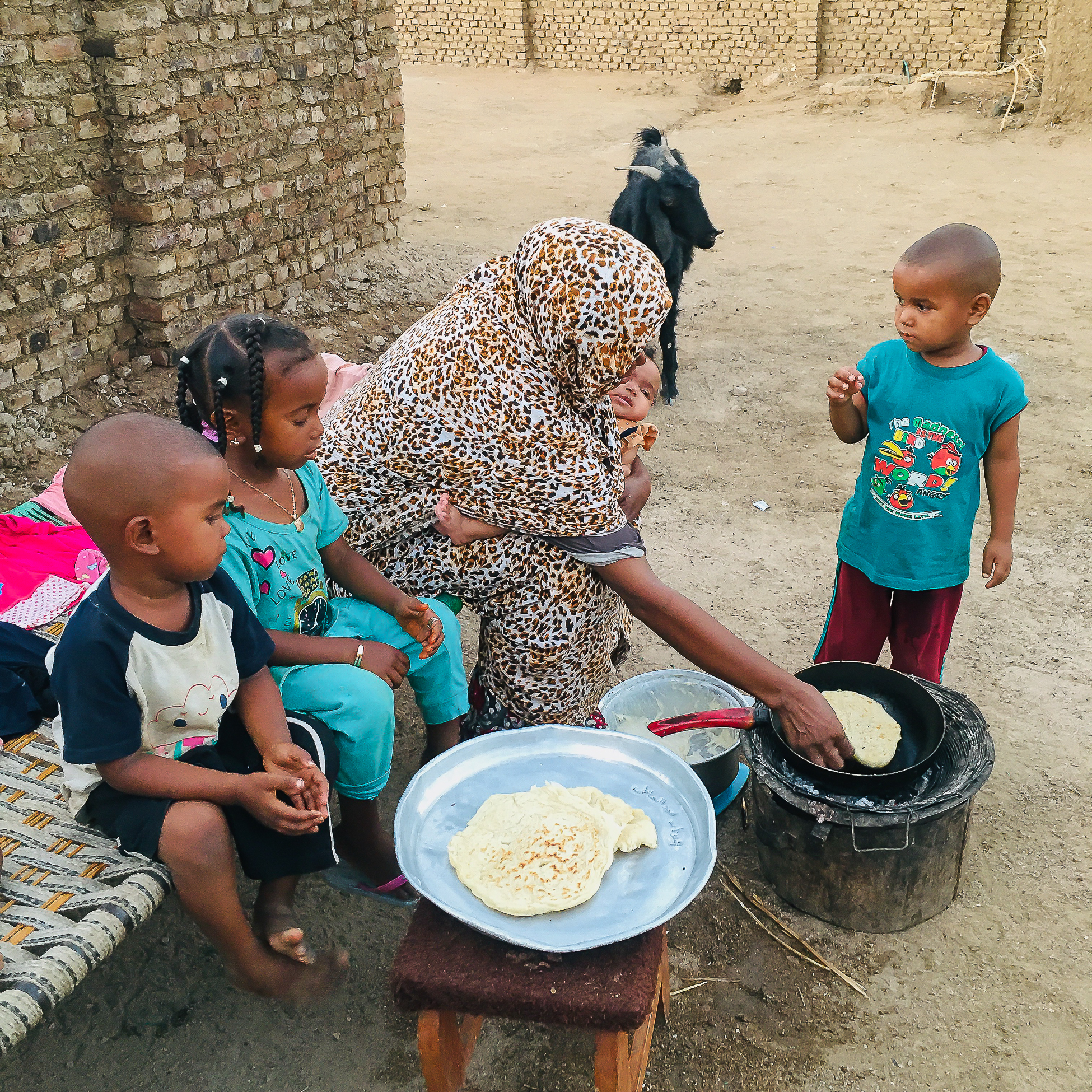
جدة تحضر القراصة

القراصة هي أكلة سودانية، وهي عبارة عن أقراص أكثر سمكاً من الكسرة وأصغر حجماً، أشبه بالبان كيك الأمريكي من حيث الشكل، وتصنع من دقيق القمح. وهي طعام أهل الشمال، ولكنها تؤكل أيضاً في سائر أنحاء السودان.
مكونات قراصة الطوة :
300 غرام من دقيق القمح الكامل.
200 غرام من الدقيق الأبيض.
500 مل من الماء.
1 ملعقة صغيرة من الملح.
½ ملعقة صغيرة بيكينغ باودر.
الخطوات لتحضير القراصة :
   أحضر وعاء عميق وكبير، ونخّل فيه الطحين بشكل جيد.
   أضف مقدار البيكينغ باودر والملح، واخلطهم جيدًا.
   أضف كمية الماء بالتدريج إلى المكونات الجافة، وقد تحتاج إلى المزيد من المياه عند استخدام دقيق القمح الكامل.
   اعجن باستخدام يدك حتى تحصل على قوام أقرب إلى السائل.
   أحضر مقلاة غير لاصقة، وسخنها على الموقد.
   ضع مقدار مغرفة كبيرة من العجين في المقلاة.
   أمسك المقلاة من ممسكها وابدأ بتحريكها حتى تتوزع العجينة وتغطي المقلاة.
   اترك العجينة على النار حتى تنضج، ويتغير لونها إلى اللون الذهبي.
   ارفع القراصة من المقلاة وضعها في طبق التقديم.
   استمر في تكرار العملية حتى انتهاء الكمية.

   يمكن تناول القراصة مع الفواكه أو العسل